# Train sans horaire
Pour plus de détails, voir Fiche technique et Distribution.
Train sans horaire (Vlak bez voznog reda) est un film yougoslave réalisé par Veljko Bulajić, sorti en 1959.

## Synopsis
L'histoire de la colonisation de la plaine de Pannonie après la Seconde Guerre mondiale.

## Fiche technique
- Titre : Train sans horaire
- Titre original : Vlak bez voznog reda
- Réalisation : Veljko Bulajić
- Scénario : Ivo Braut, Veljko Bulajić, Slavko Kolar, Stjepan Perovic et Elio Petri
- Musique : Vladimir Kraus-Rajteric
- Photographie : Kreso Grcevic
- Montage : Blazenka Jencik
- Société de production : Jadran film
- Pays :  Yougoslavie
- Genre : Drame
- Durée : 121 minutes
- Date de sortie : 
  - Yougoslavie : 14 mars 1959

## Distribution
- Olivera Markovic : Ike
- Lia Rho-Barbieri : Venka
- Inge Ilin : Dana
- Ljiljana Vajler : Zeka
- Ivica Pajer : Nikolica
- Milan Milosevic : Perisa
- Stojan Arandjelovic : Lovre
- Velimir Zivojinovic : Duje
- Sima Janicijevic : Jole
- Jelena Keseljevic : Luce

## Distinctions
Le film a été présenté en sélection officielle en compétition au Festival de Cannes 1959.